# 古杜拉
古杜拉（葡萄牙語：Weverton Guilherme Constâncio Pereira，2001年9月9日—），生於巴西，巴西足球運動員，司職前鋒，現時效力香港超級聯賽球會北區。

## 球會生涯

### 北區
2024年8月8日，北區宣佈古杜拉加盟球隊。

## 外部連結
- 香港足球總會網頁球員註冊資料
- Transfermarkt